# حرب الخليج لم تحدث
'حرب الخليج لم تحدث' هو كتاب كتبه الفيلسوف وعالم الاجتماع الفرنسي جين باودريلارد، وهو عبارة عن تجميع لمقالات قصيرة نشرت في الصحيفة الفرنسية (ليبراسيون) والصحيفة البريطانية (الغارديان) بين يناير ومارس عام 1991.
خلافاً للعنوان، يؤمن الكاتب بأن الأحداث والعنف قد حصلت بالفعل في حرب الخليج، في حين أن القضية كلها ليست إلا جانب واحد من التفسير: فهل كانت الأحداث التي وقعت مماثلة لكيفية تقديمها؟ وهل يمكن تسميتها بالحرب؟ العنوان هو إشارة إلى مسرحية (حرب طروادة لن تحدث The Trojan War Will Not Take Place [الإنجليزية]) للكاتب جان جيرادو.

## الملخص
يقول باودريلارد بأن نمط الحرب المستخدم في حرب الخليج كان مختلفاً جداً عن الأنماط السابقة والتي كانت -أي حرب الخليج- حاضرة كصور على شاشات الرادار أو شاشات التلفزيون أكثر من حضورها كمواجهة قتالية على الأرض. بحيث أن أغلب القرارات في الحرب كانت مبنية على المعلومات الاستخباراتية المقدمة من الخرائط والصور والأخبار أكثر منها اعتماداً على الوقائع التي شوهدت.
كما يقول بأن الطبيعة المثيرة للدهشة لهذه الحرب التي يخوضها جانب واحد (الجنود الأمريكين الذين قتلوا في هذه «الحرب» كان أقل ممن كانوا سيموتون بسبب حوادث الطريق إذا اختاروا البقاء في موطنهم) يعني أنه لاينبغي أن يُنظر لها على أنها حرب، ببساطة لأن التحالف الذي تقوده الولايات المتحدة اختار عدم المشاركة والتعاون مع الجيش العراقي واختار ألا لايرتكب أي مخاطر قد تؤدي إلى الحرب فعلا (Baudrillard 1995, 69).
كان التحالف الذي تقوده الولايات المتحدة يخوض حرباً افتراضية، في حين العراقيين حاولوا أن يخوضوا حرباً تقليدية، وهما لايمكن أن يلتقيان أبداً (Baudrillard 1995, 69). قدر كبير من العنف حدث الفعل، ولكن «حرب الخليج» بحد ذاتها لم تحدث، بل ماحصل كان هو التقليل من آثار هذا العنف عن طريق الإعلام. هذا يعني أنه ينبغي أن يُنظر إلى حرب الخليج ليست بوصفها «حرباً»، بل بوصفها «عمل وحشي يتنكر في شكل الحرب» (Merrin 1994, 447).
وفي حديثه عن تصريح جورج بوش الأب عن حرب الخليج بأنها «لن تكون فيتنام أخرى»  افترض الكاتب أن سبب هزيمة الأمريكيين في حرب فيتنام هو نقل الإعلام للصورة الواقعية لما يحدث للناس، مما أثار الشعب الأمريكي. فيقول الكاتب أن جورج بوش الأب كان يقصد بأنه سيتم التحكم بالمجال الافتراضي للحرب (عن طريق الإعلام) للتحكم فيما يراه الناس.

## وصلات خارجية
- الكتاب في موقع أمازون